# Perna (geslacht)
Perna is een geslacht van tweekleppigen uit de familie van de Mytilidae.

## Soorten
- Perna canalicula
- Perna perna
- Perna viridis